# Dorydiella kansana
Dorydiella kansana är en insektsart som beskrevs av Beamer 1945. Dorydiella kansana ingår i släktet Dorydiella och familjen dvärgstritar. Inga underarter finns listade i Catalogue of Life.